# Київська міжнародна школа
Київська міжнародна школа (англ. Kyiv International School (KIS)) — міжнародна школа, яка є однією з міжнародних шкіл, що входять до групи Якісні Міжнародні Школи (англ. Quality Schools International — «QSI»), і у складі цієї групи є членом Центральної та східної асоціації європейських шкіл, (англ. Central and Eastern European Schools Association — «CEESA»). Школа перебуває під опікою «Управління міжнародними школами» Державного департаменту США, яке рекомендує цю школу для здобуття середньої освіти дітьми громадян США, що тимчасово перебувають чи проживають на території України.

## Коротка історія
Школу було відкрито у 1992 році для дітей працівників посольств і бізнесменів, які на той час працювали в Києві на постійній основі чи тимчасово. Школа пропонує своїм учням стандартну американську освітню програму. Навчання проводиться англійською. Наразі у школі навчаються також діти громадян України, які бажають отримати стандартну американську чи міжнародну освіту.
11 січня 1999 школу та її основні освітні програми було акредитовано Асоціацією коледжів та шкіл Середніх Штатів (англ. Middle States Association of Colleges and Schools — «M.S.A.»).
Пізніше у школі була впроваджена освітня програма «IB World School» (укр. «Світової школи міжнародного бакалаврату»), і 11 червня 2004 школа пройшла процедуру акредитації цієї програми її власником та розробником — некомерційним освітнім фондом «International Baccalaureate®». У вересні 2014 школа успішно пройшла процедуру повторного нагляду комісією Міжнародного бакалаврату і отримала оцінку якості викладання за цією програмою як вище середнього на світовому рівні.
У травні 2001 школа переїхала у нові корпуси, розташовані за десять хвилин ходьби від станції метро Святошин.
У 2016 розпочалася і успішно реалізується програма поліпшення і вдосконалення кампусу школи, розрахована на два роки. У ході виконання цієї програми учні отримають нові і модернізовані шкільні приміщення та актову залу на 400 глядацьких місць.
У зв'язку із заходами, що застосовуються для запобігання поширенню Коронавірусної хвороби, у Київській міжнародній школі було відкрито «Віртуальну школу QSI» (англ. QSI Virtual School), яка успішно завершила 2019-2020 навчальний рік у дистанційному режимі навчання і завершує роботи з підготовки до акредитації Асоціацією коледжів та шкіл Середніх Штатів.

## Зручності
Школа має кампус у формі парку з цілодобовою охороною. Кампус спеціально побудований і включає навчальний центр, сенсорні кімнати, художню, музичну та технологічну лабораторії, аудиторію, критий плавальний басейн, закриті тренажерні зали зі стіною для скелелазіння, фітнес-центр, кафетерій, снек-бар, сучасні ігрові майданчики, футбольне поле, міні-майданчик для футболу, відкритий баскетбольний майданчик і відкрита фітнес-зона.

## Війна в Україні
У зв'язку з російським нападом Київська Міжнародна Школа перейшла на онлайн-навчання з лютого 2022 року по лютий 2023 року. 8 лютого 2023 року школа знову відкрила кампус, але працювала в гнучкому режимі. З серпня 2023 року школа повністю повернулася до оффлайн-навчання.

## Освітні програми

### Програми «Advanced Placement» та «Advanced Placement Capstone»
Програма «Advanced Placement» (AP) — стандартна освітня програма для учнів старших класів США та Канади.
Програми «Advanced Placement Capstone» (AP Capstone) — розширена освітня програма для учнів старших класів США та Канади, до якої увійшли нові дисципліни.
Оцінювання рівня знань учнів проводяться за п'ятибальною шкалою. Бали, здобуті за цією програмою, розглядаються як залікові кредити і враховуються під час вступу до вищих навчальних закладів США та Канади.

### IB Diploma Programme
«IB Diploma Programme» (укр. Програма для здобуття диплома)  — програма повної загальної середньої освіти, розроблена міжнародною некомерційною приватною освітньою фундацією International Baccalaureate, орієнтована на учнів старших класів (11, 12 класи).
Дипломи про середню освіту (англ. The IB diploma) надають можливість здобувати вищу освіту та приймаються і визнаються більше, ніж 2 337 університетами у 90 державах світу. Кожен університет має власну політику до зарахування студентів, які здобули IB-диплом, наприклад: Оксфордський університет вимагає 38 балів із 45 можливих. Гарвардський університет, окрім високих балів, вимагає результати стандартизованого тестування SAT, у той час, як Університет Окленда  — лише 29 балів.

### Програми з вивчення іноземних мов «LOE»
Програми з вивчення іноземних мов (англ. Languages Other than English (LOE)) включають вивчення п'яти іноземних мов:
- французької;
- німецької;
- російської;
- іспанської;
- української.

Навчання за цими програмами забезпечує підготовку учнів до складання зовнішніх міжнародних тестів, таких як Диплом з французької як іноземної (фр. Diplôme d'études en langue française  — «DELF»), Диплом з іспанської як іноземної (ісп. Diplomas de Español como Lengua Extranjera — «DELE») тощо.
Особливістю школи є те, що у ній учні мають змогу вивчати українську як у обсязі необов'язкового курсу, так і з можливістю складання іспитів за вимогами програми «IB Diploma Programme» на рівні «UKRAINI A LIT».